# Chilotomina moroderi
Chilotomina moroderi là một loài bọ cánh cứng trong họ Chrysomelidae. Loài này được Escalera miêu tả khoa học năm 1928.